# Gerrit Schimmelpenninck

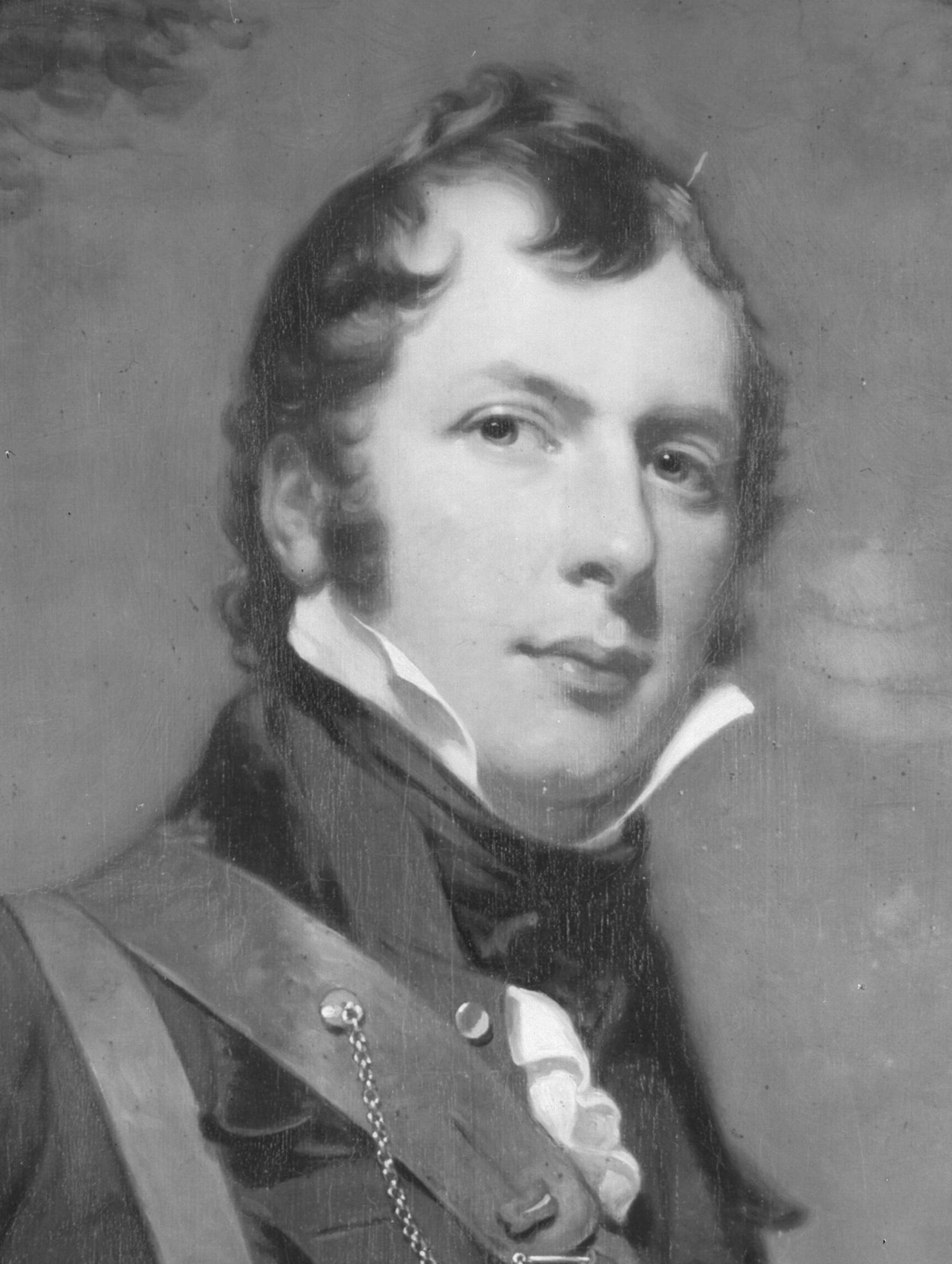
Gerrit Schimmelpenninck

Gerrit Graf Schimmelpenninck (* 25. Februar 1794 in Amsterdam; † 4. Oktober 1863 in Arnheim) war ein niederländischer gemäßigt liberaler, später konservativer Politiker und Geschäftsmann. Er war 1848 Vorsitzender des Ministerrates.

## Leben
Sein Vater war Rutger Jan Schimmelpenninck, der als Ratspensionär an der Spitze der Regierung gestanden hatte und mit dem der uneheliche Familienzweig der Schimmelpennincks in den Grafenstand erhoben worden war. 1845 verfasste Gerrit Schimmelpenninck eine Biographie seines Vaters. Er gehörte der reformierten Kirche an.
Schimmelpenninck begann 1812 ein Studium der Rechtswissenschaften, brach es aber beim Einmarsch der alliierten Truppen während der Befreiungskriege 1813 ab, um das elterliche Landgut Nijenhuis in Diepenheim zu schützen. Nachdem Schimmelpenninck u. a. die Leitung der Niederländischen Handels-Gesellschaft innehatte, wechselte er 1832 in die Politik und wurde Staatsrat, Staatssekretär und ab 1837 Gesandter in Sankt Petersburg und später in London. Seit 1836 bekleidete er den Rang eines Staatsministers.
Unter dem Eindruck der Märzrevolution in weiten Teilen Europas berief ihn König Willem II. im März 1848 nach Holland zurück und Schimmelpenninck wurde Vorsitzender des Ministerrates. Dies geschah nicht zuletzt, um Johan Rudolf Thorbecke aus der Regierung herauszuhalten. Seine Vorstellung eines Grundgesetzes nach britischem Vorbild, das u. a. dem König das alleinige Berufungsrecht auf Lebenszeit in die Erste Kammer der Generalstaaten zubilligen sollte, wurde durch die übrigen Minister abgelehnt. Daraufhin reichte er am 14. Mai 1848 seinen Rücktritt ein und wurde wieder Gesandter in London. Nach seiner Rückkehr nach Holland war er 1853–1854 Abgeordneter in der Zweiten Kammer.
Er heiratete am 28. Mai 1819 Johanna von Knobelsdorff (* 6. Oktober 1796; † 15. Juni 1852), Tochter des preußischen Gesandten Wilhelm von Knobelsdorff.
Sein Sohn Rutger Jan Schimmelpenninck van Nijenhuis wurde ebenfalls Finanzminister und Abgeordneter.
| Personendaten    | Personendaten                                      |
| ---------------- | -------------------------------------------------- |
| NAME             | Schimmelpenninck, Gerrit                           |
| ALTERNATIVNAMEN  | Schimmelpenninck, Gerrit Graf (vollständiger Name) |
| KURZBESCHREIBUNG | niederländischer Staatsmann                        |
| GEBURTSDATUM     | 25. Februar 1794                                   |
| GEBURTSORT       | Amsterdam                                          |
| STERBEDATUM      | 4. Oktober 1863                                    |
| STERBEORT        | Arnheim                                            |